# Egy lány elindul
Az Egy lány elindul 1937-ben bemutatott fekete-fehér magyar filmvígjáték Szörényi Éva, Páger Antal és Rózsahegyi Kálmán főszereplésével. A film szülőhelye volt a Meggy vagy cseresznye, édes rózsám szeretsz-e? kezdetű nótának, amit először Páger Antal énekelt el.

## Történet
A gazdasági világválság a csőd szélére sodorta a Garáékat: csak Jankának van állása egy játékgyárban, ő tarja el szüleit és bátyját. Apja és testvére nem nézik jól szemmel Didóval való barátkozását, egyik este a vita hevében egy pofon is elcsattan.
A gazdag földbirtokos fia, Lomb Brigit apja 1 évig nem engedi el őt vidéki birtokukról. Mivel hölgy társaságra lenne szüksége a kastélyukban, segítséget kér Didótól. Azt találják ki, hogy Didó és egyik barátnője a kastély közelében "autójukkal behajtanak az árokba". Persze ez nem komoly baleset, hanem csak színlelés. A sebesülteket a kastélyba szállítják, ahol az orvos Béla bácsi megállapítja, hogy Didó barátnőjének belső sérülései vannak és nem szállíthatják el.
Mivel Janka szabadságot kap a gyárból, Didó őt viszi el magával. Tervük sikerül és bejutnak a kastélyba. Az egyetlen gond az, hogy Brigi és Janka másképpen tervezték ezt a néhány hetes együttlétet, és Janka elküldi Brigit a 4 kilométerre lévő majorba.
Janka elérte háziasszonyánál, hogy fogadjanak egy új kulcsárnőt, hogy csökkentsék a háztartási kiadásokat. Janka saját édesanyját ajánlja, de természetesen ezt nem árulják el. Mivel Lombék sofőrje elmegy katonának, új sofőrt fogadnak: Janka bátyját. Ezt a tényt is titokban tartják, s azt is, hogy az új főkertész tulajdonképpen Janka édesapja.
Időközben Janka szabadsága lejár, de ekkora már beleszeret Brigibe, aki ezt viszonozza. Amikor Janka elmegy, Brigi is elutazik, de nem tud állást szerezni és Jankához fordul tanácsért. Brigi két éve 300 porszívót rendelt, de csak azért, hogy ügynökkel megfelezhesse a jutalékot. Janka azt javasolja, hogy Brigi szállíttassa le a porszívókat, és adja el őket darabonként. Az ötlet annyira jó volt, hogy hamarosan elindították saját vállalkozásukat, a Makromechanikát, ahol ő a vezérigazgató.
Ez idő alatt Brigi szülei tönkremennek és a birtokot el kell adniuk. Brigi apja meg akarja fiát házasítani, de ekkora ő már Janka férje.
Végül Brigi és Janka vette meg a birtokot, teljesítve ezzel atyja kívánságát és az ősi birtok a család kezében marad.

## Szereplők
- Szörényi Éva – Gara Janka
- Páger Antal – Lomb Brigi
- Rózsahegyi Kálmán – Gara úr
- Berky Lili – Gara úr felesége
- Timár József – Janka bátyja
- Csortos Gyula – Lomb úr
- Vízvári Mariska – Lomb úr felesége
- Mály Gerő – Mihály, Lombék inasa
- Gózon Gyula – Béla bácsi, orvos
- Mezey Mária – Didó